# Amos Oz
Amos Oz (Hebreeuws: עמוס עוז), geboren als Amos Klausner (Hebreeuws: עמוס קלוזנר) (Jeruzalem, 4 mei 1939 – Tel Aviv, 28 december 2018), was een Israëlisch schrijver, journalist, essayist en intellectueel.

## Biografie
Amos Oz werd in 1939 als Amos Klausner geboren in Jeruzalem en woonde als enig kind met zijn literair geïnteresseerde, meertalige ouders in een kleine woning in Kerem Avraham, een joodse wijk buiten de oude stad. Zijn ouders waren in de jaren '30 naar het Britse Mandaatgebied Palestina geëmigreerd vanuit Litouwen en het huidige Oekraïne en ontkwamen zo aan de holocaust.
Op zijn veertiende, twee jaar na de zelfmoord van zijn zwaar depressieve moeder, verliet de jonge Klausner het ouderlijk huis en vestigde zich in de sinds 1905 bestaande kibboets Hulda in het midden van Israël. Alhoewel zijn ouders rechtse, niet-religieuze Zionisten waren en een broer van zijn grootvader zelfs presidentskandidaat was tegen de socialist Chaim Weizmann, stapte de jonge Amos over naar het Socialistisch Zionisme. In de jaren '90 zou Oz de Israëlische Arbeiderspartij verlaten en ondersteunend lid worden van de linkse partij Meretz die in 1992 is opgericht.
Kort na zijn aankomst in Hulda veranderde hij zijn achternaam in Oz, wat kracht betekent in het Hebreeuws. Daar ontmoette hij in 1960 zijn vrouw Nily, met wie hij drie kinderen kreeg. Als lid van deze kibboets zette hij zijn eerste literaire stappen, ontving zijn eerste prijzen, deed er zijn militaire dienst, schreef er zijn bestseller Mijn Michaël, en studeerde literatuur en filosofie, waarna hij tijd kreeg om te doceren en te schrijven.
In 1986 verhuisde de familie naar de woestijnstad Arad, niet ver van de Dode Zee, omwille van astma-problemen van een van zijn kinderen. Tot 2014 was hij professor Hebreeuwse literatuur aan de Ben Goerion Universiteit van Beër Sjeva in de Negev-woestijn, dit instituut beheert ook een speciaal archief met zijn handschriften en brieven.
Daarna verhuisde hij naar Tel Aviv. Hij overleed er in december 2018 aan de gevolgen van kanker en werd begraven in de kibboets Hulda.

## Schrijver
Oz publiceerde veertig boeken in het Hebreeuws, waaronder veertien romans, vijf verzamelwerken met kortverhalen en novelles, twee kinderboeken, twaalf verzamelingen van artikelen en essays, en daarnaast ongeveer 450 losse artikelen en essays. Zijn werk is vertaald in 45 talen, waaronder Arabisch en Chinees. Vrijwel al zijn boeken zijn in het Nederlands vertaald.
Hij vormt met David Grossman en A.B. Yehoshua de grote drie van de Israëlische literatuur. Amos Oz is een begenadigd verteller die erg gedetailleerd kan schilderen en formuleren. Tegelijk verklaart hij aldus de Joodse leefomgeving en mentaliteit aan de lezer. Een verhaal van Liefde en Duisternis uit 2002 illustreert dit op meesterlijke wijze, zijn memoires in de vorm van een roman. Het werk Panter in de Kelder behandelt loyaliteit en verraad in de tijd van het Britse mandaat over Palestina. Vriendschap met een Engelse soldaat wordt door Joodse medestrijders gezien als verraad. Oz laat hier blijken dat loyaliteit aan de Joodse staat geen zwart-witkwestie is.
"Amos Oz weigerde het ene te kiezen met uitsluiting van het andere. De tegenstander was niet de Palestijn of de jood, maar de fanaticus. Zijn hele werk, het literaire en het politieke, is van die overtuiging doortrokken".
Vanaf haar ontstaan begin jaren 80 was Oz aanhanger van de Israëlische vredesbeweging. In zijn essays pleitte hij onafgebroken voor een tweestatenoplossing: Israël naast Palestina. In een fraaie metafoor omschreef hij die twee "als gevangene en cipier aan elkaar vastgeketend. Na zoveel jaar is er bijna geen verschil – de cipier is niet vrij en de gevangene is niet vrij." Om daarin verandering te brengen, wilde Oz dat Israël de kolonisten aan banden legde en de Palestijnen tegemoetkwam. Hij hoopte dat zij op hun beurt positief zouden reageren op een moedige stap als het ontruimen van de Gazastrook. Graag citeerde hij het Arabische gezegde: "Met één hand kun je niet klappen." De vrede waarnaar Oz hartstochtelijk verlangde, is er tijdens zijn leven niet gekomen.
Hij ontving tal van onderscheidingen en prijzen, onder andere de Franse Prix Femina en lidmaatschap van het Legioen van Eer, de Duitse Heinrich Heineprijs en de Spaanse Prinses van Asturiëprijs.
In 2005 ontving hij in Frankfurt am Main de prestigieuze Goetheprijs, een driejaarlijkse prijs voor uitmuntendheid in de literatuur. In mei 2008 kreeg hij een eredoctoraat van de Universiteit Antwerpen.
Amos Oz won in 1998 de Israëlprijs voor literatuur. Zijn autobiografische roman Een verhaal van liefde en duisternis uit 2002 werd in 2015 verfilmd. De regie was in handen van de bekende actrice Natalie Portman, die ook de hoofdrol vertolkte. Het verhaal handelt over de jeugd van Oz in de begindagen van de staat Israël en de relatie tot zijn moeder. Volgens zijn Engelstalige uitgever Bertelsmann is zijn boek Mijn Michael een van de honderd meest verkochte boeken in de 20e eeuw.
Oz werd vaak genoemd als een kanshebber voor de Nobelprijs voor Literatuur, maar won deze uiteindelijk niet.

## Politiek
Sinds 1967 was hij een prominente voorvechter van een Tweestatenoplossing voor het Israëlisch-Palestijns conflict. Oz maakte zowel de Zesdaagse Oorlog (1967) als de Jom Kipoeroorlog (1973) mee in het Israëlisch defensieleger, oorlogservaringen die mede bepalend waren voor zijn politieke stellingname. In 1978 was hij een van de oprichters van de vredesbeweging Peace Now.
In zijn essay Hoe genees je een fanaticus (2004) prikte hij de wijd verbreide opvatting door als zou het conflict in het Midden-Oosten vooral over religie, cultuur of traditie gaan. Het gaat volgens Oz over land, en daarom is het enkel op te lossen door compromissen te sluiten. Israël moest volgens hem accepteren dat de Palestijnen hun eigen staat zouden krijgen.
In juni 2010 schreef hij in een opiniestuk: "Hamas is niet slechts een terroristische organisatie. Hamas is een idee, een wanhopig en fanatiek idee dat kon groeien dankzij de verwoesting en de frustratie van vele Palestijnen. En geen enkel idee is ooit verslagen met geweld ... Om een idee te overwinnen moet je met een beter idee komen, een dat aantrekkelijk en aanvaardbaar is ... Israël moet een vredesverdrag sluiten met president Mahmoud Abbas en zijn Fatah-regering op de West Bank".
In maart 2011 stuurde Amos Oz naar de invloedrijke en beruchte gevangene Marwan Barghouti, leider van de Intifada en van de Tanzim militie, in Israël veroordeeld tot vijf maal levenslang, de Arabische vertaling van zijn boek Een Verhaal van Liefde en Duisternis  met als geschreven opdracht in het Hebreeuws: "Dit verhaal is ons verhaal, ik hoop dat je dit leest en ons zal begrijpen zoals wij jullie begrijpen. Ik hoop je buiten en in vrede te ontmoeten, de Uwe, Amos Oz." Dit gebaar werd fel bekritiseerd door de rechtse Israëlische politieke partijen en personaliteiten.
Tijdens de viering ter ere van zijn 75ste verjaardag in mei 2014, noemde Amos Oz de joodse extremisten, auteurs van een golf van racistische daden tegen christenen en moslims, Hebreeuwse neonazi's. "Onze neonazi-groepen genieten de steun van een aantal nationalisten en racistische wethouders, en ook van rabbijnen, die hen naar mijn mening een pseudo-religieuze rechtvaardiging geven".
In 2016 hield hij een afscheidsrede tijdens de staatsbegrafenis van Shimon Peres met wie hij bevriend was. Daarin hield hij onder andere - de dialoog met zijn vriend Shimon voortzettend - een vurig pleidooi voor vrede met de Palestijnen.

### Fictie
- Mijn Michael (Mikha'el shelli) (1973) ISBN 9789029037778
- De Heuvel van de Boze Raad (1985) ISBN 9789029025041
- Volmaakte rust (Menoecha nechona) (1987) ISBN 9029045744
- Black box/Zwarte doos (Koefsa Sjechora) (1987) ISBN 9029044136
- Een vrouw kennen (Lada'at Iesja) (1991) ISBN 9789029025867
- De derde toestand (Hamatsav Hasjeliesji) (1993) - heruitgave 2006 ISBN 9789029028295
- Noem het nog geen nacht (Al taggidi lajla) (1995) ISBN 9789029047487
- Panter in de kelder (Panter Bamartef) (1998) ISBN 9789029054027
- De Jeruzalem omnibus (2000) ISBN 9789029066013; bevat Totterdood, De heuvel van de Boze Raad en Mijn Michael.
- Dezelfde zee (Otto hajam) (2000) ISBN 9789029065412
- Een verhaal van liefde en duisternis (Sipoer al ahava wechosjech) (2005) ISBN 9789023417750
- Plotseling diep in het woud (Pitom beomek hajaär) (2006) ISBN 9789023420569
- Verzen van het leven en de dood (Charoezee bachajieem wehamawet) (2007) ISBN 9023426347
- Een dorpsleven (Temoenot mechajee hakfar) (2009) ISBN 9789023450160
- Onder vrienden (2013) ISBN 9789023473466
- Judas (2015) ISBN 9789023492399

### Non-fictie
- De ware oorzaak van mĳn grootmoeders dood: Essays en artikelen 1967-1993
- Zo beginnen verhalen ISBN 9029058692
- Hoe genees je een fanaticus (Help us to divorce) (2004) ISBN 9023418905
- De laatste lezing. Hoe het verder moet met Israël (2020) ISBN 9789403186405

### Kinderboeken
- Soumchi: Een vertelling van liefde en avontuur (1978). ISBN 9061407001

## Filmografie
- Koefsa Sjechora (Black Box)
- Michaël Sjeli (Mijn Michaël)
- A Tale of Love and Darkness (Sipoer al ahava wechosjech)

## Trivia
- In 2021 maakte Yair Qedar een documentaire over Oz.